# اصول آنالیز ریاضی
اصول آنالیز ریاضی کتابی از والتر رودین با ترجمهٔ علی‌اکبر عالم‌زاده است که در سال ۱۳۶۲ منتشر و در مراسم کتاب سال جمهوری اسلامی ایران به‌عنوان کتاب برگزیده معرفی شد.